# František Vízek
František Vízek (* 22. listopadu 1940 Morkovice) je český učitel a politik, v letech 1996 až 2000 senátor za obvod č. 35 – Jablonec nad Nisou, v letech 2002 až 2006 zastupitel a radní města Jablonec nad Nisou.

## Životopis
Po vystudování Pedagogické fakulty na Univerzitě Jana Evangelisty Purkyně v Ústí nad Labem v roce 1967 pracoval jako učitel.
V roce 1959 vstoupil do KSČ, v šedesátých letech se přidal ke komunistickému reformnímu proudu a podporoval Alexandra Dubčeka. Po okupaci vystupoval proti komunistickému režimu, soudním rozsudkem byl v roce 1974 označen za pravicového oportunistu, antisocialistu, a antikomunistu[zdroj?], který útočí na vedoucí roli KSČ. Kvůli tomu mu bylo znemožněno vykonávání učitelské profese. Vízek následně pracoval v libereckém kamenolomu, při zaměstnání se na SOU v Lipnici nejprve v roce 1978 vyučil kameníkem a poté odmaturoval na SPŠ kamenosochařské v Hořicích v Podkrkonoší. Jako kamenický dělník získal v roce 1985 po složení rigorózní zkoušky z teorie vyučování matematice doktorát na Karlově univerzitě v Praze, do školství se však mohl vrátit až po Sametové revoluci.
Vízek v devadesátých letech řídil Školský úřad v Jablonci nad Nisou. V roce 2001 neúspěšně kandidoval do Rady České televize.

## Politická kariéra
V senátních volbách v roce 1996 se stal členem horní komory českého parlamentu, přestože jej v prvním kole porazil občanský demokrat Karel Dyba v poměru 36,68 % ku 24,70 % hlasů. Ve druhém kole však Vízek obdržel 50,80 % hlasů a získal tento mandát. V Senátu předsedal Výboru petičnímu, pro lidská práva, vědu, vzdělávání a kulturu. V senátních volbách v roce 2000 svůj post obhajoval, ovšem s 13,19 % hlasů skončil až pátý. O návrat do vysoké politiky se pokoušel v senátních volbách v roce 2004, když kandidoval v obvodu č. 34 – Liberec, ovšem s 12,22 % hlasů skončil na třetí pozici.
Roku 1998 se o něm uvažovalo jako o ministru školství v Zemanově vládě.
V krajských volbách v roce 2004 neúspěšně kandidoval do Zastupitelstva Libereckého kraje z 27. místa kandidátky ČSSD.
V komunálních volbách v roce 1994 neúspěšně kandidoval do zastupitelstva Jablonce nad Nisou z 5. místa kandidátky ČSSD. V letech 2002–2006 zasedal v zastupitelstvu Jablonce nad Nisou, byl i jeho radním. Z ČSSD vystoupil v roce 2006 a spolu s dalšími nespokojenými bývalými členy sociální demokracie založil před komunálními volbami 2006 politické hnutí Klub sociálně demokratické orientace. V komunálních volbách v roce 2006 neúspěšně kandidoval do zastupitelstva Jablonce nad Nisou z 5. místa kandidátky KSDO.
Do Senátu opět kandidoval ve volbách v roce 2012, a to znovu v obvodu č. 35 – Jablonec nad Nisou, tentokrát však jako nestraník za stranu LEV 21. Získal jen 0,89 % hlasů, v prvním kole se tak umístil jako poslední. Nedostal se ani do Zastupitelstva Libereckého kraje, do kterého za tuto stranu rovněž kandidoval.
V komunálních volbách v roce 2022 neúspěšně kandidoval do zastupitelstva Jablonce nad Nisou z 10. místa kandidátky strany Právo Respekt Odbornost.